# Yên Sơn quân
Yên Sơn quân (chữ Hán: 燕山君; Hangul: 연산군; 23 tháng 11, 1476 – 20 tháng 11, 1506), là vị vua thứ 10 của nhà Triều Tiên, trị vì từ năm 1494 đến khi bị lật đổ vào năm 1506.
Trong lịch sử Hàn Quốc, ông được xem là vị bạo chúa khét tiếng nhất. Ông được biết đến với hai cuộc thanh trừng đẫm máu nhất nhì lịch sử, gọi là Mậu Ngọ sĩ họa (戊午士禍) và Giáp Tý sĩ họa (甲子士禍). Nguyên nhân chủ yếu là chuyện mẹ ông, Doãn Vương phi, bị các đại thần cùng hậu cung của cha ông Triều Tiên Thành Tông ép phế truất và bị bức tử. Chính vì vậy những cuộc thanh trừng này là nhân danh người mẹ đã mất của ông. Tiếp theo đó, ông xử tử 2 vị hậu cung của vua cha là Trịnh quý nhân và Nghiêm quý nhân, buông lời lẽ hỗn xược với tổ mẫu là Nhân Tuý Đại vương đại phi khiến bà qua đời không lâu sau đó.
Cuối cùng, Triều Tiên Trung Tông được các đại thần hậu thuẫn, tiến hành Trung Tông phản chính, lật đổ Yên Sơn quân sau 12 năm trị vì.

## Thân thế
Ông vốn húy là Lý Long (李㦕; 이융), có ấu danh Vô Tác Kim (無作金). Ông là con trai trưởng của Triều Tiên Thành Tông, mẹ là Phế phi họ Doãn, vị Vương hậu bị phế truất đầu tiên trong lịch sử Triều Tiên.
Phế phi Doãn thị mẹ của Yên Sơn quân từng là một Hậu cung, Tòng nhị phẩm Thục nghi cho đến khi Trung điện, chính thất của nhà vua là Cung Huệ Vương hậu qua đời mà không có con trai, Thành Tông buộc phải lập người vợ thứ hai. Năm 1476, Vương phi Doãn thị được chọn nhờ sắc đẹp và sau đó vài tháng đã sinh con trai đầu - Vương tử Lý Long, sau này là Yên Sơn quân. Vương phi mới tỏ ra ghen ghét với các Hậu cung khác của Thành Tông nên đã đầu độc một người.
Năm 1479, Vương phi Doãn thị vô tình gây ra vết sẹo trên mặt Thành Tông. Mặc dù nhà vua cố gắng che giấu vết thương nhưng mẹ ông là Nhân Túy Vương đại phi vẫn phát hiện được và ra lệnh lưu đày Vương phi Doãn thị. Sau nhiều nỗ lực để phục hồi lại địa vị cho Phế phi Doãn thị bất thành, các đại thần cùng Chúa thượng và vương thất quyết định ban độc dược xử tử bà, đó là năm 1482. Yên Sơn quân khi mẹ mất chỉ mới 6 tuổi, do mẹ kế là Trinh Hiển Vương hậu nuôi dưỡng.
Năm 1483, tuy mẹ là Doãn phi bị phế, nhưng thân phận đích trưởng của ông vẫn không đổi, nên Thành Tông đã tấn phong Lý Long làm Vương thế tử, khi ấy ông vừa 7 tuổi.

## Trị vì
Đã có hai cuộc thanh trừng nho sĩ dưới triều đại của Yên Sơn quân, thiết lập lên một chu trình báo thù kéo dài trong năm mươi năm.
Năm 1494, ngày 20 tháng 1, Yên Sơn quân trở thành Vương của Triều Tiên. Ban đầu, ông được đánh giá là người anh minh, quan tâm và phát triển quân đội cũng như có rất nhiều hành động bảo vệ người nghèo. Chuyện bắt đầu khi ông có hành động điên rồ giết chết một trong những cận thần của ông thuở đầu khi làm vua. Bản thân ông cũng không biết bất cứ một chuyện gì về cái chết của mẹ mình. Nhưng một số đại thần bị thất sủng như Nhậm Sĩ Hồng (任士洪) và Liễu Tử Quang (柳子光) đã cho ông biết sự thật. Yên Sơn quân tức giận và bắt giữ nhiều đại thần có liên quan. Tất cả đều bị sát hại sau đó, sự kiện này xảy ra vào năm 1498 và được gọi là Mậu Ngọ sĩ họa (무오사화; 戊午士禍) hay Cuộc thanh trừng lần thứ nhất.
Ngày 20 tháng 3 năm 1504, trong cơn cuồng loạn ông ra lệnh đánh đập, hành hạ cho đến chết hai vị Quý nhân Trịnh thị và Quý nhân Nghiêm thị đều là hậu cung nội mệnh phụ của tiên vương vì cho rằng họ có âm mưu hãm hại khiến mẫu thân của ông bị truất phế vương vị, đồng thời buông lời đại bất kính miệt thị Nhân Tuý Đại vương đại phi (tức nội tổ mẫu của ông) cùng Từ Thuận Đại phi (tức Trinh Hiển vương hậu, đích kế mẫu của ông) vì cho rằng hai vị trên có liên quan đến việc phế truất và ban chết mẫu thân của ông, khiến Đại vương đại phi Nhân Tuý vì uất ức mà sinh bệnh qua đời không lâu sau đó.
Cũng trong năm đó ông xử tử rất nhiều học giả Nho giáo trước đây đã tấu lên vua Thành Tông để phế truất mẹ mình, và đào mộ của Hàn Minh Quái để chặt đầu tử thi; được lịch sử gọi là Giáp Tý sĩ họa (갑자사화, 甲子士禍) hay Cuộc thanh trừng lần thứ hai.

## Phản chính và bị phế
Sau vụ thảm sát này, nhiều dân thường chế nhạo và xúc phạm nhà vua với các biểu ngữ được viết bằng Hangul. Điều này càng làm cho Yên Sơn quân tức giận hơn. Ông cấm sử dụng Hangul, đóng cửa Thành quân Quán (성균관, 成均館, Seonggungwan) - trường đại học quốc gia. Ông còn ra lệnh người dân trên toàn bán đảo Triều Tiên phải tiến cống các cô gái trẻ và ngựa để phục vụ cho nhu cầu giải trí của mình. Nhiều người sợ cách cai trị chuyên chế của Yên Sơn quân, tương phản hoàn toàn với sự tự do của thời đại vua cha Thành Tông.
Năm 1506, một nhóm các quan đại thần, dẫn đầu là Phác Nguyên Tông (朴元宗), Thành Hi Nhan (成希颜), Liễu Thuận Đinh (柳顺汀) và sự hậu thuẫn của Từ Thuận Đại phi đã vạch ra âm mưu chống lại Yên Sơn quân. Ngày 2 tháng 9 năm đó, họ tiến hành cuộc binh biến phế truất ông và lập Tấn Thành Đại quân, người em cùng cha khác mẹ của Yên Sơn quân lên ngôi vua, tức Triều Tiên Trung Tông. Sự kiện này được gọi là Trung Tông phản chính (중종반정; 中宗反正).
Ông bị giáng xuống làm Vương tử và bị lưu đày ở Giang Hoa đảo. Ông qua đời vào ngày 20 tháng 11 cùng năm đó mà không có miếu hiệu và thụy hiệu.

## Gia đình
- Cha: Triều Tiên Thành Tông Lý Huyện.
- Mẹ: Phế phi Doãn thị (廢妃尹氏; 폐비윤씨), người Hàm An. Khi Yên Sơn quân tính hành cuộc thanh trừng nhân sĩ năm 1504, ông đã truy phong mẹ mình làm Tề Hiến Vương hậu (齊獻王后). Về sau phong vị này bị phế trừ đi.
- Vương hậu: Phế phi Thận thị (廢妃慎氏, 1472-1537), con gái của Ký Xương Phủ viện quân Thận Thừa Thiện (慎承善) và Trung Mâu Huyện chúa Lý thị (中牟縣主李氏), là con gái Lâm Doanh Đại quân Lý Cầu, con trai thứ tư của Triều Tiên Thế Tông. Bà là cô ruột của Đoan Kính Vương hậu.
- Hậu cung:

1. Thục nghi Lý Trinh Y (李貞伊), người Dương Thành, con gái Lý Củng (李拱), xuất thân con vợ lẽ. Có ngươi cùng họ là Phán nghĩa cấm phủ sự Lý Tôn (李蓀), anh trai là Lý Xương Thọ (李稱壽).
2. Thục nghi họ Doãn (淑儀尹氏), người Hải Bình, con gái Doãn Huyên (尹萱) và Diên An Toàn thị (延安金氏). Nhập cung năm thứ 7 đời Yên Sơn quân, anh trai Doãn Ân Phụ (尹殷輔) làm Lãnh nghị chính thời Trung Tông.
3. Thục nghi họ Quách (淑儀權氏), người Huyền Phong, con gái Quách Lâm (郭璘) và An Đông Quyền thị (安東權氏). Từ thời Thành Tông đã vào hầu Yên Sơn quân khi ấy đang là Thế tử, chức vị Lương đệ. Sau khi Yên Sơn quân bị phế, bà xuất gia làm ni sư.
4. Thục nghi họ Quyền (淑儀權氏), người An Đông, con gái Quyền Linh và Trung Châu Phác thị (忠州朴氏).
5. Thục nghi họ Mẫn (淑儀閔氏), người Li Hưng, con gái Mẫn Hiếu Tôn (閔孝孫) và Pha Bình Doãn thị (坡平尹氏).
6. Thục dung Trương Lục Thủy (張綠水), xuất thân là ca kỹ, sau được Yên Sơn quân sủng ái, sách phong Thục viên, sau thăng Thục dung, thuộc hàng Tam phẩm. Sau khi Yên Sơn quân bị phế truất, bà bị phế truất và xử tử.
7. Thục dung Điền Phi (田非), sau khi Yên Sơn quân bị phế truất, bà bị phế truất và xử tử.
8. Thục dung họ Triệu (淑容趙氏), người Hán Dương, cha là Triệu Vĩ (赵玮).
9. Thục viên Thôi Bảo Phi (崔寶非).
10. Thục viên Kim Quý Phi (金貴非), sau khi Yên Sơn quân bị phế truất, bà bị phế truất và xử tử.
11. Thục hoa họ Kim [숙화 김씨, ?-1506], sau khi Yên Sơn quân bị phế truất, bà bị phế truất và xử tử.
12. Hậu cung Trịnh Kim (鄭今).
13. Lệ viên họ An [여원 안씨]; nguyên là Lệ nhân, sau khi mất truy tặng Lệ viên.

- Vương tử:

1. Nguyên tử, mẹ là Phế Vương phi họ Thận, chết yểu năm 1494.
2. Phế Thế tử [廢世子; 1497 - 1506]; mẹ là Phế Vương phi họ Thận.
3. Xương Ninh Đại quân Lý Thành [昌寧大君李誠; ? - 1506]; mẹ là Phế Vương phi họ Thận.
4. Dương Bình quân Lý Nhân [陽平君李仁; 1498 - 1506], mẹ là Thục nghi họ Lý.
5. Đại quân Lý Lân Thọ [李麟壽], mẹ là Phế Vương phi họ Thận.
6. Vương tử Lý Đôn Thọ [李敦壽], mẹ là Thục nghi họ Lý.
7. Đại quân Lý Nhân Thọ [李仁壽], mẹ là Phế Vương phi họ Thận.
8. Đại quân Lý Thông Thọ [李聰壽], mẹ là Phế Vương phi họ Thận.
9. Vương tử Lý Vinh Thọ [李榮壽], mẹ không rõ.

- Vương nữ:

1. Phế Huy Thận công chúa (廢徽慎公主), tên Lý Thọ Ức (李壽億), mẹ là Phế Vương phi họ Thận. Lấy Cụ Văn Cảnh (具文璟). Sau khi Trung Tông phản chính, bị phế làm thứ nhân.
2. Vương nữ Lý Phúc Ức (李福億), mẹ không rõ.
3. Vương nữ Lý Phúc Hợp (李福合), mẹ không rõ.
4. Ông chúa Lý Linh Thọ (李靈壽), lại có tên Ninh Thọ (寧壽), mẹ là Thục dung Trương Lục Thủy. Lấy Quyền Nhàn (權鷴).
5. Ông chúa Lý Hàm Kim (咸今), mẹ là Kim Nội nhân.

## Văn hóa đại chúng
- Bộ phim truyền hình "người phụ nữ của thế giới" (nhân vật chính là bà vợ ba của người em và cô em dâu thứ), cuộc binh biến lật đổ Yên Sơn quân được miêu tả ngay trong những cảnh quay đầu tiên ở tập một. Trong phim, ông là một người thất thường và điên loạn, hay sợ hãi và thỉnh thoảng còn bị ngã xuống sàn.
- Ở phim Nàng Dae Jang-geum, ông được mô tả là vị bạo chúa Hàn Quốc từng có. Nội dung của tập một đã cho thấy các đại thần của vua Thành Tông đang đầu độc phế hậu Doãn thị trong lúc ông vẫn còn là vương tử. Sau khi biết sự thật về cái chết của mẹ mình, ông đã ra lệnh cho điều tra dẫn đến hai cuộc thanh trừng. Ông bị phế truất khi nổi loạn xảy ra. Tấn Thành Đại quân, người em trai của ông mà sau này là vua Trung Tông đã lên làm vua thay ông nhờ cuộc biến loạn.
- Ông là nhân vật chính trong phim nối tiếng năm 2005 "Nhà vua và chàng hề", đã cho ta thấy một cái nhìn mới về Yên Sơn quân (là một ông vua đa cảm, nhu cầu dục vọng bị điều khiển bởi một anh hề đồng tính) và những câu chuyện của phế hậu Doãn thị (người đã được miêu tả một cách khác nhau, cùng với hai người thiếp do vương thái hậu Insu và vua Duệ Tông lập nên).
- Ông cũng được miêu tả trong những phần cuối của bộ phim truyền hình năm 2008 "Đức vua và tôi".
- Trong bộ phim "Chốn hậu cung", ở ngay tập đầu của phim cũng quay cảnh Cuộc binh biến lật đổ Yên Sơn quân, dẫn tới ngôi vị đã được trao cho người em trai cùng cha khác mẹ với ông - vua Jung Jong và cuộc chiến tàn khốc trong chốn hậu cung đã bắt đầu nổ ra
- Nhân vật Yeon San Gun trong bộ phim "Nhân Túy đại phi" qua diễn xuất của diễn viên Jin Tae Hyun
- Nhân vật Lee Young trong phim "Vương hậu bảy ngày" qua diễn xuất của diễn viên Lee Dong Geun